# 格曲
格曲（藏語：སྐེ་ཆུ，威利转写：ske chu），位于中华人民共和国西藏自治区东北部的一条河流，是瀾滄江支流色曲的右岸支流。发源于昌都市丁青县丁青镇扎帮果以南，向东流入类乌齐县，于长毛岭乡木尺村折向东南流，此后干流又称各曲，经贡达村、沙尼村、龙桑村、那布村、普穷村、长毛岭乡政府驻地、卡玛多乡郭龙村、井林村等地，最后于类乌齐县城桑多镇汇入色曲（紫曲）。河长100千米，流域面积1713平方千米，落差1080米。年均径流量约6亿立方米。